# Stazione di Marano Vicentino
Stazione di Marano Vicentino vasútállomás Olaszországban, Veneto régióban, Marano Vicentino településen.

## Vasútvonalak
Az állomást az alábbi vasútvonalak érintik:
- Vicenza-Schio-vasútvonal

## Kapcsolódó állomások
A vasútállomáshoz az alábbi állomások vannak a legközelebb: 
- Stazione di Schio
- Stazione di Thiene